# Крстовац
Крстовац (алб. Kërstoc) је насељено место у општини Пећ, на Косову и Метохији. Према попису становништва из 2011. у насељу је живело 213 становника.

## Становништво
Према попису из 2011. године, Крстовац има следећи етнички састав становништва:
| Националност | 2011.        |
| Албанци      | 201 (94,37%) |
| Египћани     | 12 (5,63%)   |
| Укупно       | 213          |

| Демографија | Демографија | Демографија |
| Година      | Становника  | Становника  |
| ----------- | ----------- | ----------- |
| 1948.       | 159         |             |
| 1953.       | 183         |             |
| 1961.       | 206         |             |
| 1971.       | 239         |             |
| 1981.       | 222         |             |
| 1991.       | 230         |             |
| 2011.       | 213         |             |